# بابولوکی تبه
بابولوکی تبه (انگلیسی: Baboloki Thebe؛ زادهٔ ۱۸ مارس ۱۹۹۷) دونده اهل بوتسوانا است.
وی در مسابقات کشوری و بین‌المللی در مجموع برندهٔ ۳ مدال طلا، ۲ مدال نقره، ۱ مدال برنز شده‌است.